# Internationale Cricket-Saison 1977/78
Die internationale Cricket-Saison 1977/78 fand zwischen November 1977 und März 1978 statt. Als Wintersaison wurden vorwiegend Heimspiele der Mannschaften aus Südasien, der Karibik und Ozeanien ausgetragen.

## Überblick

### Internationale Touren
| Beginn            | Heimteam    | Auswärtsteam | Resultate | Resultate | Artikel |
| Beginn            | Heimteam    | Auswärtsteam | Test      | ODI       | Artikel |
| ----------------- | ----------- | ------------ | --------- | --------- | ------- |
| 2. Dezember 1977  | Australien  | Indien       | 3–2 [5]   |           | Artikel |
| 14. Dezember 1977 | Pakistan    | England      | 0–0 [3]   | 1–2 [3]   | Artikel |
| 10. Februar 1978  | Neuseeland  | England      | 1–1 [3]   |           | Artikel |
| 22. Februar 1978  | West Indies | Australien   | 3–1 [5]   | 1–1 [2]   | Artikel |

### Internationale Turniere (Frauen)
| Beginn         | Turnier                        | Land   |
| -------------- | ------------------------------ | ------ |
| 1. Januar 1978 | Women’s Cricket World Cup 1978 | Indien |

## Nationale Meisterschaften
Aufgeführt sind die nationalen Meisterschaften der Full Member des ICC.
| Land                               | First-Class                 | List A                                    |
| ---------------------------------- | --------------------------- | ----------------------------------------- |
| Australien                         | Sheffield Shield 1977/78    | Gillette Cup 1977/78                      |
| Indien                             | Ranji Trophy 1977/78        | Wills Trophy 1977/78                      |
| Duleep Trophy 1977/78              | Deodhar Trophy 1977/78      |                                           |
| Irani Trophy 1977/78               |                             |                                           |
| Neuseeland                         | Shell Trophy 1977/78        | Gillette Cup 1977/78                      |
| Pakistan                           | Quaid-e-Azam Trophy 1977/78 |                                           |
| BCCP Invitation Tournament 1977/78 |                             |                                           |
| BCCP Patron’s Trophy 1977/78       |                             |                                           |
| Südafrika                          | Currie Cup 1977/78          | Datsun Shield 1977/78                     |
| Castle Bowl 1977/78                |                             |                                           |
| Howa Bowl 1977/78                  |                             |                                           |
| West Indies                        | Shell Shield 1977/78        | Geddes Grant/Harrison Line Trophy 1977/78 |